# HD 201834
HD 201834，又名BD+52 2880，SAO 33185、HR 8106，是一颗恒星，视星等为5.73，位于銀經93.64，銀緯3.78，其B1900.0坐标为赤經21h 7m 10s，赤緯+53° 3.78′ 17″。